# Тлумацька міська територіальна громада
Тлумацька міська громада — територіальна громада в Україні, в  Івано-Франківському районі Івано-Франківської області. Адміністративний центр — місто Тлумач.
Площа громади — 181,27 км², населення — 18 099 мешканців (2018). Площа територіальної громади: 367.8 км 2
Чисельність населення громади: 27753 (2020)
Утворена 14 вересня 2016 року шляхом об'єднання Тлумацької міської ради та Бортниківської, Братишівської, Вікнянської, Гриновецької, Колінцівської, Королівської, Надорожнянської, Остринської, Прибилівської, Пужниківської, Тарасівської сільських рад Тлумацького району.
24 січня 2020 року добровільно приєдналася Гостівська сільська рада.

## Населені пункти
До складу громади входять 1 місто (Тлумач) і 34 села:
- Антонівка
- Бортники
- Братишів
- Буківна
- Бушкалик
- Вікняни
- Вільне
- Гончарівка
- Гостів
- Грабичанка
- Гринівці
- Грушка
- Діброва
- Загір'я
- Золота Липа
- Колінці
- Королівка
- Купелів
- Кутище
- Лиса Гора
- Локітка
- Мельники
- Надорожна
- Нижнів
- Новосілка
- Олешів
- Остриня
- Палагичі
- Петрилів
- Попелів
- Прибилів
- Пужники
- Смерклів
- Тарасівка